# Расточье (заповедник)
«Расточье» (укр. «Розточчя») — природный заповедник, расположенный в центральной части Яворовского района (Львовская область, Украина). Создан — 5 октября 1984 года. Площадь — 2 084,5 га.

## История
Природный заповедник «Расточье» был создан постановлением Совета Министров УССР от 5 октября 1984 г. № 403 на базе государственного заказника местного значения Страдчанский лес (созданный в 1974 году) и заповедного урочища Королевская гора (созданное в 1978 году).

## Описание
Территория заповедника состоит из двух участков: Верещицкого и Ставчанского лесничеств. Контора заповедника расположена в 42-м квадрате Ставчанского лесничества. На северо-востоке граничит с Яворовским национальным парком. Рельеф заповедника — холмистый (наивысший холм — Гострый, 395 м) с многочисленными прудами и мелкими притоками реки Верещица.